# +SBT
+SBT (lê-se Mais SBT) é uma plataforma digital gratuita com streaming de vídeos sob demanda criada e desenvolvida pelo Grupo Silvio Santos, que teve o seu lançamento no dia 3 de abril de 2020 como SBT Vídeos. Porém em 19 de agosto de 2024, sofre um rebranding, adotando o atual nome até então.

## História

Logotipo do SBT Vídeos, usado de 3 de abril de 2020 a 18 de agosto de 2024

### SBT Vídeos (2020-2024)
Lançado em 3 de abril de 2020, o SBT Vídeos se diferenciava de outros streamings das emissoras concorrentes por não cobrar a assinatura mensal, bastando apenas criar uma conta no site do SBT para acessar a plataforma. Além disso, o conteúdo do serviço também podia ser acessado facilmente pelo YouTube, uma vez que dividia o mesmo player, com os vídeos sendo postados na aba não listados. Em setembro, passou a transmitir a Copa Libertadores da América, disponibilizando sinais alternativos em caso de divisão de rede do SBT. A plataforma cobriu até a temporada 2022, quando a partir de 2023 passou a transmitir a Copa Sul-Americana. Diferente da transmissão pela TV aberta, a cobertura pelo aplicativo e, simultaneamente pelo SBT Sports, é ancorada por Diguinho Coruja e convidados, mas abordando um tom mais informal, contendo humor.
No ano de 2021 fechou uma parceria com a A2 Filmes, disponibilizando desenhos, séries e filmes, além de passar a postar os capítulos das telenovelas mexicanas, com Amores Verdadeiros estreando a novidade. Se diferenciando da exibição na televisão, as novelas eram disponíveis na plataforma horas após a exibição no SBT, mas exibindo a abertura sem traduções, vinhetas de intervalo e créditos originais e com os capítulos na íntegra, mas em tempo limitado, com a trama deixando a plataforma semanas após o último capítulo na TV aberta. Em outubro de 2023, passou a disponibilizar todas as temporadas de Rebelde com capítulos semanais.
No dia 7 de agosto de 2023, é lançada a versão fast da TV ZYN, um canal voltado ao público jovem, repercutindo as tramas infantis da emissora, com entrevistas, além de atrações próprias, sendo uma parceria com as produtoras Amagi e AD Digital. O serviço havia sido lançado em 2020, mas como canal do YouTube em formato de lives semanais e vídeos gratuitos, além de produzir em 2021 a websérie A Fantástica Máquina de Sonhos. Posteriormente, lançou o canal fast Canal da Praça, com 24 horas de episódios de A Praça é Nossa.

### +SBT (2024-presente)
Em 14 de novembro de 2023, foi anunciado um rebranding na plataforma, passando a adotar o nome +SBT, com a previsão inicial de lançamento para o primeiro semestre de 2024.
Em 8 de abril de 2024, foi lançada a versão beta apenas para funcionários do SBT, entrando em fase final de testes. Com o novo nome, o +SBT passou a conter um player próprio, além de disponibilizar canais fast na plataforma, divididos em vários gêneros: +Silvio Santos (voltado às íntegras dos programas apresentados por Silvio Santos), +Novelas (voltado à exibição de telenovelas brasileiras), +Humor (voltado aos humorísticos), +Saudade (voltado aos programas antigos exibidos na emissora, além de íntegras de edições antigas do Domingo Legal), +Pop (voltado a reality shows e programas de comportamento), +Criança, entre outros, além do sinal gratuito do SBT, mas sendo gerado da matriz em São Paulo. Apesar de ser em sigilo, algumas imagens e vídeos começaram a vazar nas redes sociais, assim como todo o conteúdo do SBT Vídeos foi mantido na nova versão do streaming.
Em 29 de maio, foi noticiado as marcas que haveriam de patrocinar o novo streaming, são elas: o Grupo Boticário, Seara, Caixa, Coca-Cola e Unilever.
Em 11 de junho, o SBT liberou a versão beta do +SBT para o público, mas apenas para aparelhos Android e usuários das Smart TV Samsung. No dia 28 do mesmo mês, os testes foram liberados para os usuários do IOS. Em 1.° de julho, foi lançado O Picapau Amarelo, sendo a primeira produção exclusiva da plataforma como +SBT, com os dez episódios liberados para o público mesmo com o streaming em fase beta. Esta é a sexta versão do clássico Sítio do Picapau Amarelo. Após vários adiamentos, em 1.° de agosto foi marcada uma coletiva de imprensa, oficializando o dia 18 do mesmo mês como a data de lançamento da plataforma. A inauguração oficial aconteceria durante o Programa Silvio Santos desse dia, apesar da emissora divulgar por toda a programação o lançamento da plataforma. Posteriormente, todas as contas criadas no SBT Vídeos foram movidas para o novo serviço. No entanto, o site do serviço antecessor ainda permaneceu no ar por algum tempo mesmo com o lançamento do +SBT, com todo o conteúdo e o sinal ao vivo do SBT e de uns canais 24h, mas com o card de divulgação da nova plataforma na página inicial. Todavia, o lançamento foi adiado para o dia seguinte (19) devido ao falecimento do proprietário do SBT e a inauguração aconteceu sem algum tipo de cerimônia que estava prevista anteriormente, ocorrendo por meio de uma leitura da carta escrita por Daniela Beyruti em homenagem ao dono do baú e a apresentação oficial no SBT Brasil. Curiosamente, a estreia da nova plataforma ocorreu no mesmo dia em que o SBT completava 43 anos.
Abrindo o mês de fevereiro de 2025, a plataforma realiza a sua primeira reformulação no conteúdo, causando a extinção dos canais fast +Informação, +Criança, +Séries, +Filmes e +Humor por baixa aceitação do público, mantendo apenas o +Silvio Santos, +Pop (absorvendo o conteúdo do +Séries e +Filmes), +Saudade (absorvendo o conteúdo do +Humor), +TVZYN (absorvendo parte do conteúdo do +Crianças) e o +Novelas. No dia 31 de maio, sem aviso prévio, foram encerrados os canais +Saudade e o +Pop, além do +TVZYN passar a se chamar +Kids, enquanto que o +Silvio Santos e o +Novelas continuaram no serviço sem alterações no conteúdo. O motivo do fim dos canais, segundo o SBT, foi por questões estratégicas, além de disponibilizar a íntegra dos programas exibidos no catálogo.

## Programação
O +SBT oferece acesso gratuito a íntegra de novelas, filmes, séries e minisséries, programas jornalísticos, telejornais e programas esportivos. Os usuários também podem acompanhar a programação do SBT ao vivo. A plataforma também disponibiliza todo o conteúdo do SBT, que inclui títulos como as novelas Carrossel, Amor e Revolução, Chiquititas, Cúmplices de um Resgate, Esmeralda, Amor e Ódio e entre outros.

## Canais FAST
Uma das novidades implantadas no +SBT são os canais fast, sendo divididos em três gêneros diferentes (inicialmente eram dez), cada um com algum patrocinador com direito a exibição de intervalos comerciais por toda a programação, além do sinal ao vivo do SBT.
| Canal FAST   | Descrição |
| ------------ | --- |
| +SBT Novelas | Reexibe telenovelas já transmitidas no SBT e outras produções internacionais na íntegra, sem algum tipo de corte. |
| +SBT Kids    | Canal voltado ao público infanto-juvenil, exibindo algumas séries estrangeiras, telenovelas e conteúdos infantis do próprio SBT, além de reprises do Programa da Maisa e conteúdo exclusivo gravado pela TV ZYN. Em fevereiro de 2025, parte do conteúdo do +Criança foi movido para este canal, que passa a exibir desenhos pré-escolar no horário das 6h ás 12h na faixa intitulada Manhã +Criança, além de passar a exibir animes. Em 31 de maio de 2025, o canal deixou de utilizar o nome +TVZYN. |
| +SBT Raíz    | Inicialmente lançado como +Silvio Santos, o canal reexibia programas clássicos apresentados pelo Silvio Santos, além de íntegras do programa dominical que leva o seu nome em edições mais antigas. Em 19 de agosto de 2025, o canal é renomeado para +SBT Raíz, sendo este uma releitura do +Saudade e voltando a exibir as atrações marcantes do SBT, mas mantendo os programas de Silvio Santos na programação.                                                                                     |